# La ruta marítima de la provincia de Kazusa
La ruta marítima de la provincia de Kazusa (上総の海路 Kazusa no kairo?) es una estampa japonesa de estilo ukiyo-e obra de Katsushika Hokusai. Fue producida entre 1830 y 1832 como parte de la célebre serie Treinta y seis vistas del monte Fuji, a finales del período Edo. Retrata unos grandes barcos de madera que navegan por el océano amplio y con la marea tranquila.

## Descripción
Como la mayoría de las obras de Hokusai, muestra un paisaje natural y al aire libre. En primer plano, el agua se representa con un tono azul profundo que «encuentra un contrapunto visual» en las bandas del mismo color que se extienden por el horizonte y el cielo. Esta repetición aplana la escena y reduce la distancia entre el primer término y el fondo. El mástil y las velas del barco más grande crean un conjunto de formas triangulares, que hacen eco del monte Fuji y enmarcan su silueta. Las velas están tomando la fuerza del viento para partir a mar abierto. La línea curva de la borda se extiende hacia la izquierda y continúa de la misma forma que la línea del horizonte.
Al fondo a la izquierda se observan pequeñas embarcaciones, en tanto que la montaña se asoma al centro. Aunque no es seguro que el autor observara la curvatura del horizonte, la sociedad japonesa de la época tenía conocimiento de la teoría de la tierra esférica gracias al contacto con holandeses.

### Embarcaciones
En sus paisajes costeros, Hokusai representa la ruta de mar abierto que conectaba Edo y la península de Bōsō; el tipo de barcos de la impresión difieren de los de otras obras ambientadas en ríos. Durante el período Edo, las embarcaciones no transportaban únicamente pasajeros en las principales vías marítimas. De este modo solo llevaban de forma exclusiva a personas los barcos de recreo y los transbordadores, utilizados en ríos, canales y bahías. Aun así, los buques de carga marítimos también llevaban pasajeros. Se construían con madera de abeto o cedro y se diseñaban tanto para velas como para remos. Estos juncos de carga presentaban un mástil, una vela de arpillera de gran tamaño y una cabina bajo la cubierta donde se acomodaban los pasajeros. Para La ruta marítima de la provincia de Kazusa Hokusai pudo haber escudriñado de cerca estas naves (o bien observar ilustraciones de la época), ya que las dibujó con meticulosidad, centrándose en los detalles.